# Dexia cremides
Dexia cremides là một loài ruồi trong họ Tachinidae.